# Variation (radio)
Variation est une radio locale commerciale des Côtes-d'Armor en Bretagne.
Elle s'écoute autour de Lannion sur 96 FM, dans la région de Guingamp et de Saint Brieuc sur 95.1. Depuis la fin octobre 2012, elle élargit son émission sur le bassin de Paimpol grâce à la fréquence 106, laissée vacante par feue Ploubaz FM, dont Nicolas Vétal, actuel journaliste, était le président. Variation poursuit en effet une politique de développement, qui la voit progressivement dépasser ses frontières historiques du Trégor.
Depuis la rentrée 2012 et jusqu'en 2013, la radio dirigée à l'époque par Philippe Coty était partenaire du club de football de l'En Avant Guingamp et retransmetait ses matchs en direct sur l'antenne.

## Historique
Elle a débuté dans les années 80 sous le nom de Radio Pays de Trégor, puis Trégor FM. En 2008 elle obtient l'autorisation du CSA pour devenir Variation, nom qui lui permet de s'exporter. Elle gagne une fréquence supplémentaire à Guingamp. Le 13 décembre 2011, le CSA lui attribue sa troisième fréquence sur le 106 MHz à Paimpol.
En juin 2015, la radio Variation fait l'objet d'un rachat par le Groupe Précom,. Depuis Océane FM diffuse son programme sur les fréquences de Variation.

## Émissions
- Avec ou sans sucre
- Pop-Rock Café
- Variation Sports

### La Programmation Musicale
Pop-rock, tous les succès rock des années 70 à aujourd'hui.